# Peggy De Meyer
Peggy De Meyer (1964) werkte als weervrouw bij de Vlaamse openbare televisiezender BRT van 1988 tot 1993. Ze was samen met Frank Deboosere, Bob De Richter en Georges Küster een van de opvolgers van Armand Pien. In die periode werkte ze ook mee aan Van pool tot evenaar, een toeristisch-geografische quiz op de BRT. Na vijf jaar, in 1993, besloot ze te stoppen met het presenteren van het weer, om voltijds aan de slag te gaan als nieuwsredacteur bij Teletekst van de VRT, later ook bij Deredactie.be, de toenmalige nieuwswebsite van de VRT. Toen Sabine Hagedoren met zwangerschapsverlof ging, in 2006 en in 2007, verscheen De Meyer weer op het scherm als weervrouw op Eén en Canvas.  
Sinds 2008 werkt Peggy De Meyer op de radionieuwsdienst als journaliste. Eerst vooral als nieuwslezer op de radiozenders MNM en Studio Brussel, later als eindredacteur en presentator van het nieuws op Radio 2, Radio 1 en Klara. In mei 2014 presenteerde ze uitzonderlijk nogmaals Het Weer op de VRT, omdat Sabine Hagedoren even in ziekteverlof was, terwijl Frank Deboosere op cruise was met de luisteraars van Radio 2.
Peggy De Meyer is licentiaat geografie, ze studeerde aan de Vrije Universiteit Brussel (VUB). Ze behaalde ook een bijzondere licentie in de Vrijetijdsagogiek, richting toerisme, en een aggregaatsdiploma. Peggy De Meyer is getrouwd en heeft twee zonen.